# 最终幻想IV的音乐
电子游戏《最终幻想IV》的音乐由系列主要作曲者植松伸夫谱写。合辑《最终幻想IV原声版》收录了几乎全部的游戏音乐，其由史克威尔/NTT出版发行，后由NTT出版再版。在北美，专辑由TokyoPop以《最终幻想IV官方声带：最终幻想编年史的音乐》为题发行，并额外收录了一首曲目。专辑后来略作修改，以《最终幻想 IV·V·VI Advance 原声音乐 －Finest Box－》和《最终幻想IV DS OST》的形式再次发行。改编专辑《最终幻想IV 凯尔特之月》选录了由马伊勒·布雷阿特纳什以凯尔特音乐演奏的游戏音乐，专辑先由史克威尔发行，后由NTT出版再版。此外，NTT出版还发行了由植松伸夫谱曲，森俊之演奏的钢琴编曲辑《钢琴辑 最终幻想IV》。
游戏音乐总体获得好评；尽管儲存媒體有限，但评论者称赞了原版作曲品質，并给改编原声正面的评价。《爱之主题曲》等一些曲目至今仍受欢迎，其在多场管弦音乐会上演奏，并由史克威尔内外的团体重编与出版合辑。

## 觀念與創作
植松稱創作過程十分折磨人，除了試錯外，還需要音頻職員在史克威爾公司總部的睡袋中度過幾個晚上。對於這種事實，他將主要問題歸因於：相對於之前譜曲的FC遊戲機，這是他首次為新硬件超級任天堂配樂。他在《最終幻想IV OSV》的專輯說明中幽默的寫著，凌晨1:30，“在辦公室，自然的”。植松称，自《最終幻想IV》的配樂起，他開始擺脫原聲音樂僅僅是管絃譜曲的理念。2007年6月，史克威爾艾尼克斯招選植松伸夫重編版《最終幻想IV》主題曲《愛之主題曲》的人聲歌手，伊田惠美從近800候選者中勝出；該歌曲在日本任天堂DS重製版中出現，並收錄於對應的原聲專輯中。

## 最終幻想IV原聲版
《最终幻想IV原声版》（日語：ファイナルファンタジー IV オリジナル・サウンド・ヴァージョン）是收录游戏音乐曲目的原声音乐专辑，其由植松伸夫作曲、编曲并演奏。专辑收录44首曲目，计58分25秒。专辑于1991年6月14日由史克威尔/NTT出版首发，后于1994年11月26日和2004年10月1日由NTT出版再版。原版目录号为NTCP-5014。继《最终幻想IV》随索尼PlayStation合辑《最终幻想编年史》发行后，TokyoPop于2001年8月21日在北美发行专辑《最终幻想IV官方原声：最终幻想编年史的音乐》（Final Fantasy IV Official Soundtrack: Music from Final Fantasy Chronicles）。该专辑和《最终幻想IV原声版》基本相同，但一些曲目略作调整，并增加了第45首曲目《爱之主题曲（改编）》，该曲是之前专辑《钢琴辑 最终幻想IV》的第二首曲目。该专辑目录号为TPCD-0210-2。
Game Boy Advance版游戏音乐再版于合辑《最终幻想 IV·V·VI Advance 原声音乐 －Finest Box－》（FINAL FANTASY IV・V・VI ADVANCE オリジナルサウンドトラック -Finest Box-）中，由史克威尔艾尼克斯于2007年3月28日发行，目录号为FFFB-0001；除了《最终幻想IV》，合辑还收录了之后Game Boy Advance移植版《最终幻想V》和《最终幻想VI》的音乐。该版本收录了原版专辑没有的数个曲目，如《陆行鸟森林》主题曲、舞女乐曲、哀之主题曲，以及各种号角鸣放声。
在任天堂DS版《最终幻想IV》发行后，由仲野顺也和福井健一郎各自重编的新版本于2008年1月以《最终幻想IV原声音乐》为题在日本发行。大多数曲目和原版专辑相同，但他们使用了DS的声音硬件翻录了音乐，并加入了新的合成器效果。专辑收录了由伊田惠美演唱的新版《爱之主题曲》。专辑为两碟装，并附随收录再版《最终幻想IV》全动态影像的DVD；专辑目录号为SQEX-10105~7。该版本的《爱之主题曲》还作为单曲《月光－最终幻想IV 爱之主题曲－》发行。同时收录于单曲的还有DS版原声音乐，以及伊田演唱歌曲的卡拉OK版。专辑于2007年12月5日发售，并附随一张歌曲音乐录像片DVD，专辑目录号为BVCR 19727~8，时长计16分21秒。
《最终幻想IV OSV》获得好评；尽管储存媒體有限，但评论者称赞了其作曲品質。 Soundtrack Central称其与植松后来的作品，特别是《最终幻想VI》相比毫不逊色，同时评论者还称其为“很棒的CD”。然而一些曲目与整张专辑的长度一齐获得批评，评论者认为其“太短”，并不赞成一些曲目的过早淡出。评论者认为增长并重录的《Finest Box》可以同原专辑品質媲美，一些曲目在重制中改善，变得“更低沉”或“更清晰”。
| 曲目表 | 曲目表                   | 曲目表                         | 曲目表 |
| 曲序   | 曲目                     | 英语标题                       | 时长   |
| ------ | ------------------------ | ------------------------------ | ------ |
| 1.     | （前奏曲）               | The Prelude                    | 1:13   |
| 2.     | （翅翼）                 | The Red Wings                  | 2:06   |
| 3.     | （巴倫王國）             | Kingdom of Baron               | 1:10   |
| 4.     | （愛之主題曲）           | Theme of Love                  | 1:49   |
| 5.     | （序曲）                 | Prologue                       | 1:10   |
| 6.     | （城鎮主題曲）           | Welcome to Our Town!           | 0:49   |
| 7.     | （最終幻想IV 主題曲）    | Main Theme of FINAL FANTASY IV | 1:25   |
| 8.     | （戰鬥1）                | Battle 1                       | 1:00   |
| 9.     | （勝利的號角聲）         | Fanfare                        | 0:25   |
| 10.    | （胖陸行鳥出現）         | Enter Fat Chocobo              | 0:24   |
| 11.    | （陸行鳥）               | Chocobo Chocobo                | 0:30   |
| 12.    | （迷宮）                 | Into the Darkness              | 1:21   |
| 13.    | （戰鬥2）                | Battle 2                       | 1:13   |
| 14.    | （爆彈指環）             | Bomb Ring                      | 0:52   |
| 15.    | （少女莉迪亞）           | Rydia                          | 1:01   |
| 16.    | （達姆西安城）           | Damcyan Castle                 | 1:03   |
| 17.    | （悲伤主题曲）           | Sorrow and Loss                | 1:01   |
| 18.    | （吉爾伯特的豎琴）       | Edward's Harp                  | 0:54   |
| 19.    | （試煉之山）             | Mt. Ordeals                    | 1:18   |
| 20.    | （法布爾國）             | Fabul                          | 1:35   |
| 21.    | （逃生）                 | Run!                           | 0:24   |
| 22.    | （猜疑主題曲）           | Suspicion                      | 0:37   |
| 23.    | （黑色鎧甲高貝茲）       | Golbez, Clad in Darkness       | 1:00   |
| 24.    | （師傅希德）             | Hey Cid!                       | 0:55   |
| 25.    | （敏西迪亞村）           | Mystic Mysidia                 | 1:19   |
| 26.    | （漫漫長路）             | A Long Way to Go               | 0:45   |
| 27.    | （帕羅姆、波羅姆主題曲） | Palom and Porom                | 0:37   |
| 28.    | （與高貝茲四天王之戰）   | Battle With the Four Fiends    | 1:39   |
| 29.    | （飛空艇）               | The Airship                    | 0:55   |
| 30.    | （托洛亞國）             | Troian Beauty                  | 1:23   |
| 31.    | （桑巴de陸行鳥）         | Samba de Chocobo!              | 0:45   |
| 32.    | （巴貝爾塔）             | Tower of Bab-il                | 1:31   |
| 33.    | （現在的另一面）         | Somewhere in the World...      | 0:33   |
| 34.    | （矮人的大地）           | Land of Dwarves                | 1:04   |
| 35.    | （國王喬托之城）         | Giott, King of the Dwarves     | 0:57   |
| 36.    | （跳舞娃娃卡盧科布林娜） | Dancing Calbrena               | 0:32   |
| 37.    | （佐特之塔）             | Tower of Zot                   | 1:05   |
| 38.    | （幻獸之鎮）             | The Land of Summons            | 1:14   |
| 39.    | （魔法船）               | Lunar Whale                    | 1:08   |
| 40.    | （另一個月球）           | Another Moon                   | 1:06   |
| 41.    | （月之民）               | The Lunarians                  | 1:16   |
| 42.    | （巨人之迷宮）           | Within the Giant               | 1:27   |
| 43.    | （最後的戰鬥）           | The Final Battle               | 1:55   |
| 44.    | （片尾曲）               | Epilogue                       | 11:37  |

## 最终幻想IV 凯尔特之月
《最终幻想IV 凯尔特之月》（日語：ファイナルファンタジー IV ケルティック・ムーン）是一张游戏音乐选集，由马伊勒·布雷阿特纳什以凯尔特音乐重编并演奏。专辑收录15首曲目，计52分36秒。专辑由NTT出版于1994年10月28日在日本首发，并于1994年11月26日和2004年10月1日再版。原版目录号为N30D-006，首次再版目录号为PSCN-5017，二度再版目录号为NTCP-5017。
《最终幻想IV 凯尔特之月》总体获正面评价，但一些评论认为专辑中几个曲目的质量较其它曲目低。RPGFan的帕特里克·江恩称其“真棒。完全令人惊叹。”，Final Fantasy Symphony的马特·布雷迪同样称，“这张原声的音乐质量令人惊叹”。但RPGFan的丹尼尔·史皮斯认为其质量混杂，并称“一些曲目有愧于新编排”，但另一些则“听着很愉悦”。他还认为部分乐器稍显走调，但马特·布雷迪则认为，这为曲目增加了“异国风情”。
| 曲目表 | 曲目表                   | 曲目表                         | 曲目表 |
| 曲序   | 曲目                     | 英语标题                       | 时长   |
| ------ | ------------------------ | ------------------------------ | ------ |
| 1.     | （前奏曲）               | The Prelude                    | 3:05   |
| 2.     | （片头曲）               | The Prelude...                 | 4:07   |
| 3.     | （陆行鸟主题曲）         | Chocobo-Chocobo                | 3:13   |
| 4.     | （迷宮）                 | Into The Darkness              | 4:08   |
| 5.     | （最終幻想IV 主題曲）    | Main Theme of Final Fantasy IV | 4:48   |
| 6.     | （城鎮主題曲）           | Welcome to Our Town!           | 3:11   |
| 7.     | （愛之主題曲）           | Theme of Love                  | 4:13   |
| 8.     | （吉爾伯特的豎琴）       | Melody of Lute                 | 3:01   |
| 9.     | （帕羅姆、波羅姆主題曲） | Parom & Polom                  | 3:14   |
| 10.    | （國王喬托之城）         | Giotto, the Great King         | 3:18   |
| 11.    | （跳舞娃娃卡盧科布林娜） | Dancing Calcobrena             | 3:14   |
| 12.    | （敏西迪亞城）           | Mystic Mysidia                 | 3:10   |
| 13.    | （幻獸之鎮）             | Illusionary World              | 3:09   |
| 14.    | （少女莉迪亞）           | Rydia                          | 3:06   |
| 15.    | （托洛亞國）             | Troian Beauty                  | 3:38   |

## 钢琴辑 最终幻想IV
《钢琴辑 最终幻想IV》（日語：ピアノコレクションズ ファイナルファンタジーIV）是由植松伸夫谱曲、佐藤史郎编曲，并由森俊之演奏的钢琴选集。专辑计14首曲目，57分24秒。专辑由NTT出版于1992年4月21日发行，后于2001年5月23日再版。原版目录号为N38D-010，再版目录号为NTCP-1001。
媒体给了《钢琴辑 最终幻想IV》正面评价，评论者称专辑为“极好的”。RPGFan的戴米安·托马斯称专辑是“一个珍宝”，并称尽管他不喜欢钢琴编曲，但他“真正赞赏”该专辑。一些评论者认为，相对于《最终幻想V》和《最终幻想VI》的钢琴辑，专辑曲目“太过简单”，但又称“其简单有着截然不同的感觉，它仍然是很棒的”，评论还称即使不够复杂，但“所有歌曲都完成的非常漂亮”。
| 曲目表 | 曲目表                | 曲目表                         | 曲目表 |
| 曲序   | 曲目                  | 英语标题                       | 时长   |
| ------ | --------------------- | ------------------------------ | ------ |
| 1.     | （前奏曲）            | The Prelude                    | 3:38   |
| 2.     | （愛之主題曲）        | Theme of Love                  | 3:59   |
| 3.     | （片頭曲）            | Prologue                       | 3:09   |
| 4.     | （城鎮主題曲）        | Welcome to Our Town!           | 3:07   |
| 5.     | （最終幻想IV 主題曲） | Main Theme of Final Fantasy IV | 3:24   |
| 6.     | （陸行鳥）            | Chocobo-chocobo                | 2:52   |
| 7.     | （迷宮）              | Into the Darkness              | 4:58   |
| 8.     | （少女莉迪亞）        | Rydia                          | 3:21   |
| 9.     | （吉爾伯特的豎琴）    | Melody of Lute                 | 3:39   |
| 10.    | （黑色鎧甲高貝茲）    | Golbeza Clad in the Dark       | 3:36   |
| 11.    | （托洛亞國）          | Troian Beauty                  | 3:25   |
| 12.    | （戰鬥組曲）          | The Battle                     | 6:49   |
| 13.    | （片尾曲）            | Epilogue                       | 7:21   |
| 14.    | （愛之主題曲 合唱）   | Theme of Love (ensemble)       | 4:07   |

## 最终幻想IV迷你专辑
《最终幻想IV迷你专辑》（日語：ファイナルファンタジーIV ミニマムアルバム）是一张6曲目Mini CD EP，由NTT出版公司于1991年9月5日发行。专辑收录了未发行和原声重编曲目。其目录号为N09D-004，累计时长20分25秒。
| 曲目表 | 曲目表                       | 曲目表 |
| 曲序   | 曲目                         | 时长   |
| ------ | ---------------------------- | ------ |
| 1.     | （片頭曲（改編版））         | 4:56   |
| 2.     | （愛之主題曲（改編版））     | 4:19   |
| 3.     | （序章（遊戲未收錄曲））     | 2:01   |
| 4.     | （救助羅莎（遊戲未收錄曲）） | 1:46   |
| 5.     | （平靜的海（遊戲未收錄曲）） | 2:24   |
| 6.     | （前奏曲 水晶混音）          | 4:59   |

## 影响
《最终幻想IV》中的一些音乐至今仍然知名，其中特别是在日本。《爱之主题曲》甚至收录入日本学校儿童的教学课程。此外黑魔导士重编了《最终幻想IV》的两个曲目：《與高貝茲四天王之戰》被改编为《可怖之战》，《最终战》被改编为《塞洛姆斯》，两者都收录于2004年专辑《黑魔导士II 天空之上》。《爱之主题曲》的填词版由大木理紗演唱，收录于史克威尔制作的合辑《最终幻想声乐合辑I －祈祷－》中。此外，大木理莎和野口郁子演唱的填词版《最终幻想IV主题曲》和《吉尔伯特的竖琴》收录于《最终幻想声乐合辑II “爱将成长”》中。
植松在其系列音乐会“Dear Friends: Music from Final Fantasy”上演奏了几首曲目。《最终幻想IV》的音乐还收录于多个官方音乐会和现场专辑中，如《20020220 music from FINAL FANTASY》——管絃樂演奏的現場錄音專輯，其中收錄多個遊戲中的音樂。在东京爱乐乐团1991年5场管弦游戏音乐会的首场中，演奏了《红翼》、《爱之主题曲》和《片尾曲》，该音乐会其后发行了专辑。此外皇家斯德哥尔摩爱乐乐团在其音乐会巡演“Distant Worlds - Music from Final Fantasy”上演奏了《爱之主题曲》，新日本爱乐乐团也在“Tour de Japon: Music from Final Fantasy”系列音乐会上演奏了此曲。聚焦於遊戲音樂改編的Project Majestic Mix團體也發行了《最終幻想IV》的音樂，此音樂獨立但經過官方授權。另一个非官方专辑是OverClocked ReMix于2009年7月19日发行的下载专辑《背叛的回声，救赎的光》，专辑收录超过4“碟”的54首混音。歌曲还选入日本混音专辑《同人音乐》中，并在英文混音网站出现。